# EHC Black Wings Linz
EHC Black Wings Linz (celým názvem: Eishockeyclub Black Wings Linz) je rakouský klub ledního hokeje, který sídlí v Linzu ve spolkové zemi Horní Rakousy. Založen byl v roce 1992 po fúzi klubů Union Linz a UEC Oberösterreich. Klub je celkově dvojnásobným mistrem Rakouska a to z let 2003 a 2012. Od sezóny 2000/01 působí v Erste Bank Eishockey Lize, rakouské nejvyšší soutěži v ledním hokeji. Klubové barvy jsou černá, petrolejová a oranžová.
Své domácí zápasy odehrává v Linzer Eissporthalle s kapacitou 4 863 diváků.

## Historické názvy
- 1992 – EHC Black Wings Linz (Eishockeyclub Black Wings Linz)
- 2005 – EHC Liwest Black Wings Linz (Eishockeyclub Liwest Black Wings Linz)

## Získané trofeje

### Vyhrané domácí soutěže
- Rakouský mistr v ledním hokeji ( 2× )
  - 2002/03, 2011/12

### Vyhrané mezinárodní soutěže
- Erste Bank Eishockey Liga ( 1× )
  - 2011/12

## Přehled ligové účasti
Zdroj:
- 1994–1996: Eishockey-Oberliga (2. ligová úroveň v Rakousku)
- 1996–2000: Eishockey-Nationalliga (2. ligová úroveň v Rakousku)
- 2000–2003: Österreichische Eishockey-Liga (1. ligová úroveň v Rakousku)
- 2003–2006: EBEL (1. ligová úroveň v Rakousku)
- 2006– : EBEL (1. ligová úroveň v Rakousku / mezinárodní soutěž)

| Rakousko (2003 – ) |                   |                  |                                                                                               |                                                                                               |                                                                                               |
| Sezóny             | Soutěž            | ZČ               | Play-off, nadstavba, sk. o udržení...                                                         | Poznámky                                                                                      |                                                                                               |
| 2003/04            | EBEL              | Stříbrná medaile | Semifinále Prohra s EC VSV 0 : 3                                                              |                                                                                               |                                                                                               |
| 2004/05            | EBEL              | 6. místo         | Ne                                                                                            |                                                                                               |                                                                                               |
| 2005/06            | EBEL              | 6. místo         | Ne                                                                                            |                                                                                               |                                                                                               |
| 2006/07            | EBEL              | Bronzová medaile | Semifinále Prohra s EC VSV 0 : 3                                                              |                                                                                               |                                                                                               |
| 2007/08            | EBEL              | Zlatá medaile    | Semifinále Prohra s HDD Olimpija Ljubljana 2 : 4                                              |                                                                                               |                                                                                               |
| 2008/09            | EBEL              | 5. místo         | Semifinále Prohra s EC KAC 0 : 4                                                              |                                                                                               |                                                                                               |
| 2009/10            | EBEL              | 4. místo         | Finále Prohra s EC Red Bull Salzburg 2 : 4                                                    |                                                                                               |                                                                                               |
| 2010/11            | EBEL              | 5. místo         | Čtvrtfinále Prohra s EC VSV 1 : 4                                                             |                                                                                               |                                                                                               |
| 2011/12            | EBEL              | Zlatá medaile    | Finále Výhra s EC KAC 4 : 1                                                                   |                                                                                               |                                                                                               |
| 2012/13            | EBEL              | 6. místo         | Semifinále Prohra s EC KAC 2 : 4                                                              |                                                                                               |                                                                                               |
| 2013/14            | EBEL              | Stříbrná medaile | Semifinále Prohra s EC Red Bull Salzburg 0 : 3                                                |                                                                                               |                                                                                               |
| 2014/15            | EBEL              | Stříbrná medaile | Semifinále Prohra s Vienna Capitals 1 : 4                                                     |                                                                                               |                                                                                               |
| 2015/16            | EBEL              | Stříbrná medaile | Semifinále Prohra s Orli Znojmo 2 : 4                                                         |                                                                                               |                                                                                               |
| 2016/17            | EBEL              | Bronzová medaile | Čtvrtfinále Prohra s HC Bolzano 1 : 4                                                         |                                                                                               |                                                                                               |
| 2017/18            | EBEL              | Bronzová medaile | Semifinále Prohra s EC Red Bull Salzburg 2 : 4                                                |                                                                                               |                                                                                               |
| 2018/19            | EBEL              | 7. místo         | Čtvrtfinále Prohra s Graz 99ers 2 : 4                                                         |                                                                                               |                                                                                               |
| 2019/20            | ICE Hockey League | 7. místo         | Ročník zrušen po odehrání základní části a nadstavby z důvodu epidemie koronaviru SARS-CoV-2. | Ročník zrušen po odehrání základní části a nadstavby z důvodu epidemie koronaviru SARS-CoV-2. | Ročník zrušen po odehrání základní části a nadstavby z důvodu epidemie koronaviru SARS-CoV-2. |
| 2020/21            | ICE Hockey League | 11. místo        | Ne                                                                                            |                                                                                               |                                                                                               |
| 2021/22            | ICE Hockey League | 13. místo        | Ne                                                                                            |                                                                                               |                                                                                               |
| 2022/23            | ICE Hockey League |                  |                                                                                               |                                                                                               |                                                                                               |

## Účast v mezinárodních pohárech
Zdroj:
Legenda: SP - Spenglerův pohár, EHP - Evropský hokejový pohár, EHL - Evropská hokejová liga, SSix - Super six, IIHFSup - IIHF Superpohár, VC - Victoria Cup, HLMI - Hokejová liga mistrů IIHF, ET - European Trophy, HLM - Hokejová liga mistrů, KP - Kontinentální pohár
- KP 2002/2003 – 2. kolo, sk. J (2. místo)
- KP 2003/2004 – 2. kolo, sk. K (3. místo)
- HLM 2015/2016 – Základní skupina H (3. místo)
- HLM 2016/2017 – Základní skupina M (3. místo)